# محافظة مأرب

تعديل مصدري - تعديل

تقع محافظة مأرب شمال شرقي العاصمة اليمنية صنعاء، وتبعد عنها نحو 173 كيلومتر (107 ميل) وتبلغ مساحتها 17,405 كيلومتر مربع (6,720 ميل2) وتُقسم إداريًا إلى 14 مديرية، وعاصمتها مدينة مأرب، بلغ عدد سكانها حسب التعداد السكاني لعام 2004 حوالي 238,522 نسمة، وقُدر سكانها بنحو 306,000 نسمة في 2014،  وخلال الحرب الأهلية اليمنية نزح إلى مأرب مئآت الآلاف من المواطنين وتضاعف سكانها إلى ثلاثة ملايين نسمة.

## التاريخ

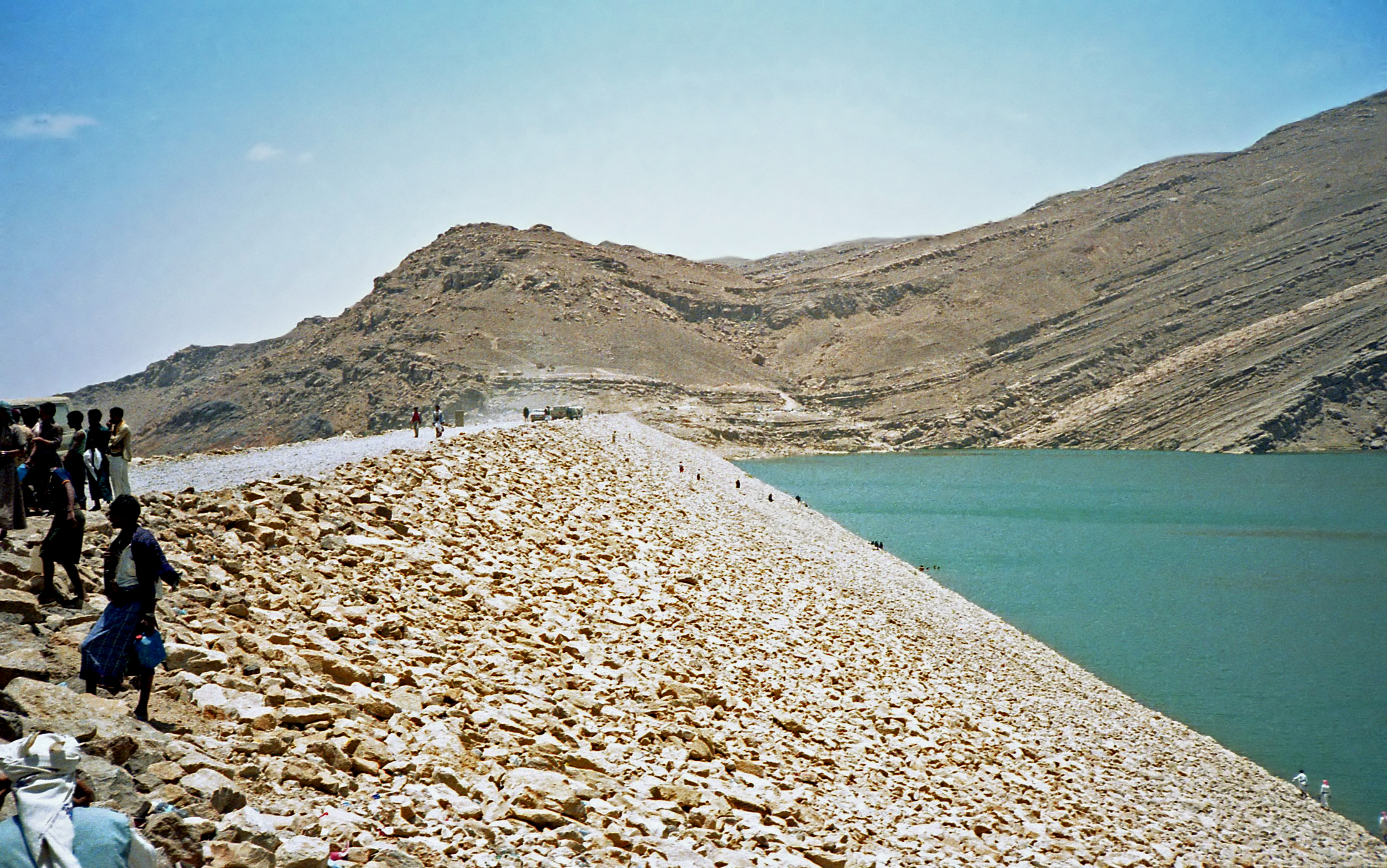
سد مارب الجديد

من أهم معالمها السياحية سد مأرب القديم ومعبد الشمس ومحرم بلقيس، وأهم مدنها صرواح وحريب.
و لقد أثبتت الدراسات والأبحاث الأثرية أن الإنسان قد أستوطن أراضي مأرب منذ عصور غابرة، فهناك بقايا مواقع العصور الحجرية في شرق مدينة مأرب في صحراء رملة السبعتين، وهناك المقابر البرجية في منطقة الرويك والثنية والتي يعود تاريخها إلى عصور ما قبل التاريخ، أما بالنسبة للمواقع التاريخية والتي يعود تاريخها إلى الفترة الممتدة من مطلع الألف الأول قبل الميلاد وحتى فجر الإسلام فهناك الكثير منها يأتي في مقدمتها موقع مدينة مأرب القديمة والسد.
وقد شهدت هذه الأراضي قيام واحدة من أعظم الدول اليمنية القديمة هي مملكة سبأ التي بدأت في الظهور في مطلع الألف الأول قبل الميلاد، وقد شهدت في القرون الممتدة من القرن التاسع إلى القرن السابع قبل الميلاد نشاطاً معمارياً واسعاً، شيدت خلالها المدن والمعابد، وأعظم منشآتها سد مأرب العظيم الذي وفر للدولة ومنحها صفة الاستقرار.
نشأت الدولة السبئية نتيجة لاتحادات قبلية كانت تقطن أراضي صرواح ومأرب ووادي رغوان … وبعض أجزاء من الهضبة، وقد تزعمت وهيمنت قبيلة سبأ الكبيرة على بقية القبائل الصغيرة بالمقارنة معها، وضمتها تحت جناحها، فأعطت للدولة اسمها (سبأ).

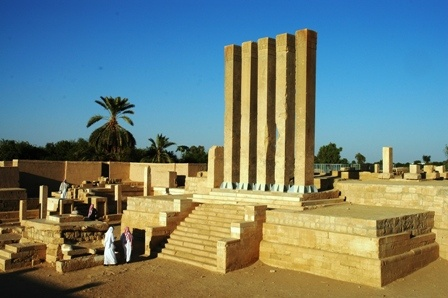
"محرم بلقيس" أو "محرم برأن" وتعني معبد البراء

## المناخ
يتنوع المناخ في المحافظة تبعاً لتنوع السطح حيث يسود المناطق الجبلية والمرتفعات والتي تشكل النصف الغربي للمحافظة مناخ معتدل إلى حار صيفاً وبارد نسبياً في الشتاء. أما المناطق المنخفضة والسهلية فيكون المناخ السائد فيها حار صيفا ومعتدل شتاءً في حين يسود المناطق الصحراوية مناخ شبه مداري جاف.حيث يكون حار صيفا وبارد جاف شتاءً.

### الأمطار
تسقط الأمطار الصيفية علي معظم أجزاء المحافظة وغالباً ما تكون كمية الأمطار التي تسقط فيها قليلة ونادرة خصوصا الأجزاء الشرقية. وهي من المحافظات التي تعاني من الجفاف في معظم أجزاءها نظرا لقلة الأمطار التي تسقط عليها.

## الزراعة والحيوانات البرية والثروة الحيوانية
تعد الزراعة النشاط الرئيسي لسكان المحافظة، إذ تحتل المرتبة الثالثة من بين محافظات الجمهورية في إنتاج المحاصيل الزراعية بنسبة (7.6%) من إجمالي إنتاج المحاصيل الزراعية بعد محافظتي الحديدة وصنعاء، وأهم محاصيلها الزراعية الفواكه والحبوب والخضروات.

### الغطاء النباتي
تمتلك المحافظة غطاء نباتي متنوع رغم قلته وعدم كثافته من حيث النوع والكم من جزء إلى آخر حسب طبيعة السطح والمناخ السائد وأهم الأشجار فيها السدر، القرض، الطنب،الطلح، الضهي، السمر بالإضافة إلى بعض الأشجار الشوكية. إلى جانب أنواع متعددة من الحشائش والنباتات الصغيرة التي تنمو في مواسم الأمطار.

### الثروة الحيوانية
يوجد اعداد من الثروة الحيوانية بمختلف انواعها مثل الأبقار	والجمال	والضآن	والماعز	والحمير	والدواجن
وكذلك يوجد عدد لأباس به من خلايا النخل وبحسب احصائيات للفترة من عام 2007-2011م في محافظة مأرب فقد وصل عدد رؤوس الضأن إلى حوالي
(1943564) والماعز إلى حوالي (1669370) والأبقار إلى حوالي (42000) والإبل إلى حوالي (112782) أي ما يمثل نسبة (3.80%) من الثروة الحيوانية في اليمن.

### الحيوانات البرية
توجد أنواع متعددة من الحيوانات البرية وتكثر في الأجزاء الغربية مثل النمور، الضباع، الثعالب، السباع، العرج، الأرنب البري والقنافذ والأوبار.
وأيضاً توجد أنواع من الطيور مثل الصقور، الحمام البري، النسور، البوم والعصافير التي تكثر في المناطق الكثيفة بالأشجار وبالقرب من الأودية خصوصاً المائية منها.

## المحافظين
|    | المحافظ                       | البداية       | النهاية |
| -- | ----------------------------- | ------------- | ------- |
| 1  | عبدالله ناجي دارس             | 1974          | 1979    |
| 2  | أحمد سالم العواضي             | 1979          | ~1983   |
| 3  | محمد صالح محمد الكهالي        | عقد 1970~1980 |         |
| 4  | محمد علي عبدالله صالح البخيتي | 1983          | ~1985   |
| 5  | درهم عبده نعمان الحكيمي       | 1985          | ~1989   |
| 6  | عبدالله ناجي دارس             | 1989          | 1990    |
| 7  | يحيى بن محمد بن محمد الشامي   | 1990          | 1995    |
| 8  | عبد الولي الشميري             | 1995          | 1997    |
| 9  | عبد الواحد محمد أمين البخيتي  | 1997          | ~1999   |
| 10 | صالح حسن سميع                 | 1999          | ~2002   |
| 11 | عبد الله علي النسي            | 2002          | 2006    |
| 12 | عارف الزوكا                   | 2006          | 2008    |
| 13 | ناجي علي علي الزايدي          | 2008          | 2012    |
| 14 | سلطان العرادة                 | 2012          | الآن    |

## الثروة المعدنية
يوجد في أراضيها بعض المعادن من أهمها الجرانيت، الاسكوريا، الملح الصخري، الجبس، الرخام والتلك. وتعد محافظة مأرب أولى المحافظات اليمنية التي اكتشف فيها النفط، وبدأ إنتاجه في عام 1986. وكذلك تم اكتشاف الغاز المسال الذي شهد أكبر عملية فساد عرفها اليمن مع شركة توتال الفرنسية وشركة كو جاز الكورية بموجب عقد وقعته معهما حكومة علي مجور (رئيس وزراء سابق) في عام 2008 وعرفت تلك الصفقة باسم صفقة بيع الغاز المشبوهة. 
 كما يوجد في محافظة مأرب أكبر محطة غازية لتوليد الطاقة الكهربائية في اليمن وهي محطة مأرب الغازية حيث شهدت ابراج الكهرباء التابعة للمحطة منذ مطلع العام 2011 م عملية تخريب وضرب مستمر ولم تتوقف تلك العمليات التخريبية حتى عامنا هذا 2014 م بسبب عجز حكومة باسندوة على ردع المخربين. 

## السكان
بلغ إجمالي عدد السكان المقيمين في المحافظة (238.522) حسب تعداد 2004م ومعدل النمو2.72. وبحسب توقعات 2009 فقد بلغ عدد السكان حوالي (271,855) نسمة.
| م        | المديرية            | عدد المساكن | عدد الأسر | الذكور  | الإناث  | إجمالي السكان |
| -------- | ------------------- | ----------- | --------- | ------- | ------- | ------------- |
| 1        | مديرية الجوبة       | 2.478       | 2.295     | 11.075  | 10.018  | 21.093        |
| 2        | مديرية العبدية      | 1.383       | 1.369     | 6.799   | 6.201   | 13.000        |
| 3        | مديرية بدبدة        | 2.489       | 2.547     | 9.483   | 8.731   | 18.214        |
| 4        | مديرية جبل مراد     | 1.080       | 1.183     | 5.427   | 4.853   | 10.280        |
| 5        | مديرية حريب         | 3.867       | 3.804     | 17.525  | 16.138  | 33.663        |
| 6        | مديرية حريب القرامش | 750         | 1.065     | 4.547   | 4.026   | 8.573         |
| 7        | مديرية رحبة         | 977         | 976       | 3.870   | 3.571   | 7.441         |
| 8        | مديرية رغوان        | 377         | 397       | 2.459   | 1.932   | 4.391         |
| 9        | صرواح               | 2.442       | 2.370     | 10.750  | 9.189   | 19.939        |
| 10       | مديرية مأرب         | 4.790       | 4.642     | 20.722  | 18.773  | 39.495        |
| 11       | مديرية ماهلية       | 1.043       | 1.034     | 4.696   | 4.460   | 9.156         |
| 12       | مديرية مجزر         | 1.184       | 1.264     | 5.573   | 4.904   | 10.477        |
| 13       | مديرية مدغل الجدعان | 1.083       | 1.113     | 5.667   | 4.987   | 10.654        |
| 14       | مأرب                | 4.070       | 3.968     | 18.794  | 13.349  | 32.143        |
| -        | اخرى                |             | 1         | 1       | 2       | 3             |
| الإجمالي | الإجمالي            | 28.013      | 28.028    | 127.388 | 111.134 | 238.522       |

## التضاريس
تنقسم التضاريس الجغرافية للمحافظة إلى قسمين مناطق سهلية صحراوية ومناطق جبلية

### المناطق الجبلية
يغلب علي الجزء الغربي من سطح المحافظة الطابع الجبلي حيث تنتشر في هذا الجزء عدد من المرتفعات الجبلية ذات ارتفاعات متوسطة والبعض منها ذات انحدارات شديدة وتتركز هذه المرتفعات في مديريات مجزر وبدبدة وحريب القراميش وصرواح والجوبة ورحبة وماهلية وحريب والعبدية وتشكل هذه المرتفعات أعلى ارتفاع على السطح عن مستوى سطح البحر. ومن أشهر الجبال هي جبال الحميمة، الشعب، الوثبان، مردح، العيونة الواقة في مديرية حريب القراميش وجبال العريف وأيضاً هناك العديد من الجبال الموجودة في المحافظة.

### المناطق السهلية والصحراوية
معظم سطح المحافظة من الجهة الشرقية عبارة عن مناطق سهلية وصحراوية وتكاد هذه الأجزاء تشكل أكثر من نصف سطح المحافظة وتقع عليها مديرية مأرب وهو جزء من صحراء واسعة تمتد نحو الشمال باتجاه محافظة الجوف وشرقا نحو مديرية العبر محافظة حضرموت وجنوبا نحو الأجزاء الشمالية من محافظة شبوة.
|   | الأودية                     | الموقع              |
| - | --------------------------- | ------------------- |
| 1 | وادي ذنه                    | مديرية مأرب         |
| 2 | وادي حابس                   | مديرية رغوان        |
| 3 | وادي الضيق ووادي حروم       | صرواح               |
| 4 | وادي حريب                   | مديرية حريب القرامش |
| 5 | وادي الصدر، الاشطاب، الخانق | مديرية الجوبة       |
| 6 | وادي معين                   | مديرية رحبة         |
| 6 | وادي ثماد                   | مديرية ماهلية       |
| 7 | وادي البرابر وتلبس          | مديرية مجزر         |
| 6 | وادي حريب                   | مديرية حريب         |

## المعالم السياحية
| م  | اسم المديرية        | المعالم السياحية         | التصنيف | م  | اسم المديرية  | المعالم السياحية        | التصنيف | م  | اسم المديرية | المعالم السياحية            | التصنيف |
| -- | ------------------- | ------------------------ | ------- | -- | ------------- | ----------------------- | ------- | -- | ------------ | --------------------------- | ------- |
| 1  | مدينة مأرب - المركز | مدينة مأرب               | أثري    | 13 | مديرية رغوان  | خربة سعود               | أثري    | 25 | مديرية حريب  | حنو الزرير (ه ر ب ت)        | أثري    |
| 2  | مدينة مأرب - المركز | مدينة مأرب القديمة       | أثري    | 14 | مديرية رغوان  | مدينة الدريب            | أثري    | 26 | مديرية مجزر  | مدينة براقش (ي ث ل)         | أثري    |
| 3  | مدينة مأرب - المركز | سد مأرب العظيم           | أثري    | 15 | مديرية الجوبة | وادي الجوبة             | أثري    | 27 | مديرية مجزر  | درب الصبي (معبد الإله نكرح) | أثري    |
| 4  | مدينة مأرب - المركز | شبكات قنوات الري         | أثري    | 16 | مديرية الجوبة | هجر الريحاني            | أثري    | 28 | مديرية مجزر  | معبد الأحقاف (الشقب)        | أثري    |
| 5  | مدينة مأرب - المركز | عرش بلقيس (معبد برأن )   | أثري    | 17 | مديرية الجوبة | هجر التمرة              | أثري    | 29 | مديرية مجزر  | حصن خضران                   | أثري    |
| 6  | مدينة مأرب - المركز | محرم بلقيس ( معبد أوام ) | أثري    | 18 | مديرية الجوبة | دار الظافر              | أثري    | 30 | مديرية مجزر  | خربة اللسان                 | أثري    |
| 7  | مدينة مأرب - المركز | الكنائس والجدران         | أثري    | 19 | مديرية الجوبة | وادي يلا                | أثري    | 31 | مديرية مجزر  | منصة المقفز                 | أثري    |
| 8  | مدينة مأرب - المركز | البئر القديمة            | أثري    | 20 | مديرية الجوبة | شعب العقل               | أثري    | 32 | مديرية صرواح | مدينة صرواح                 | أثري    |
| 9  | مدينة مأرب - المركز | جبل البلق الجنوبي        | أثري    | 21 | مديرية الجوبة | الجفنة                  | أثري    | 33 | مديرية صرواح | معبد أوعال (صرواح)نقش النصر | أثري    |
| 10 | مدينة مأرب - المركز | مستوطنة صوانا            | أثري    | 22 | مديرية الجوبة | الدريب-يلا (مدينة جفري) | أثري    | 33 | مديرية صرواح | معبد أوعال (صرواح)نقش النصر | أثري    |
| 11 | مديرية رغوان        | وادي رغوان               | أثري    | 23 | مديرية الجوبة | المساجد                 | أثري    | 34 | مديرية صرواح | المخدرة                     | أثري    |
| 12 | مديرية رغوان        | الأساحل (عررتم)          | أثري    | 24 | مديرية الجوبة | قرية الجديدة            | أثري    | 34 | مديرية صرواح | المخدرة                     | أثري    |

## الفنادق
| اسم الفندق          | العنوان               | الفئة        |
| ------------------- | --------------------- | ------------ |
| فندق 22 مايو        | سوق الخضار حريب       | ............ |
| فندق أجنحة دبي      | شارع ارض الجنتين      | ............ |
| فندق وأجنحة الشارقة | فرع شارع القدس        | ............ |
| فندق بلقيس مأرب     | مأرب الحي السياسي     | اربع نجوم    |
| فندق ارض الجنتين    | مأرب شارع ارض الجنتين | ثلاث نجوم    |

## معرض صور

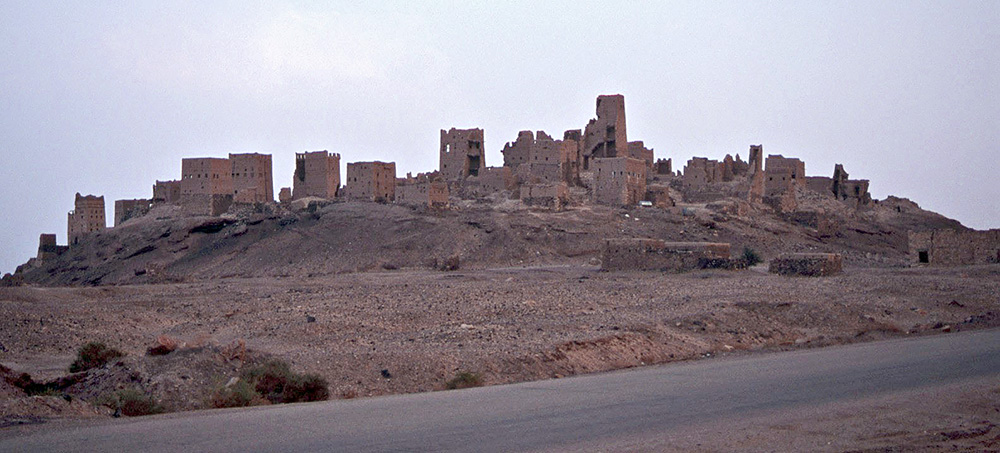
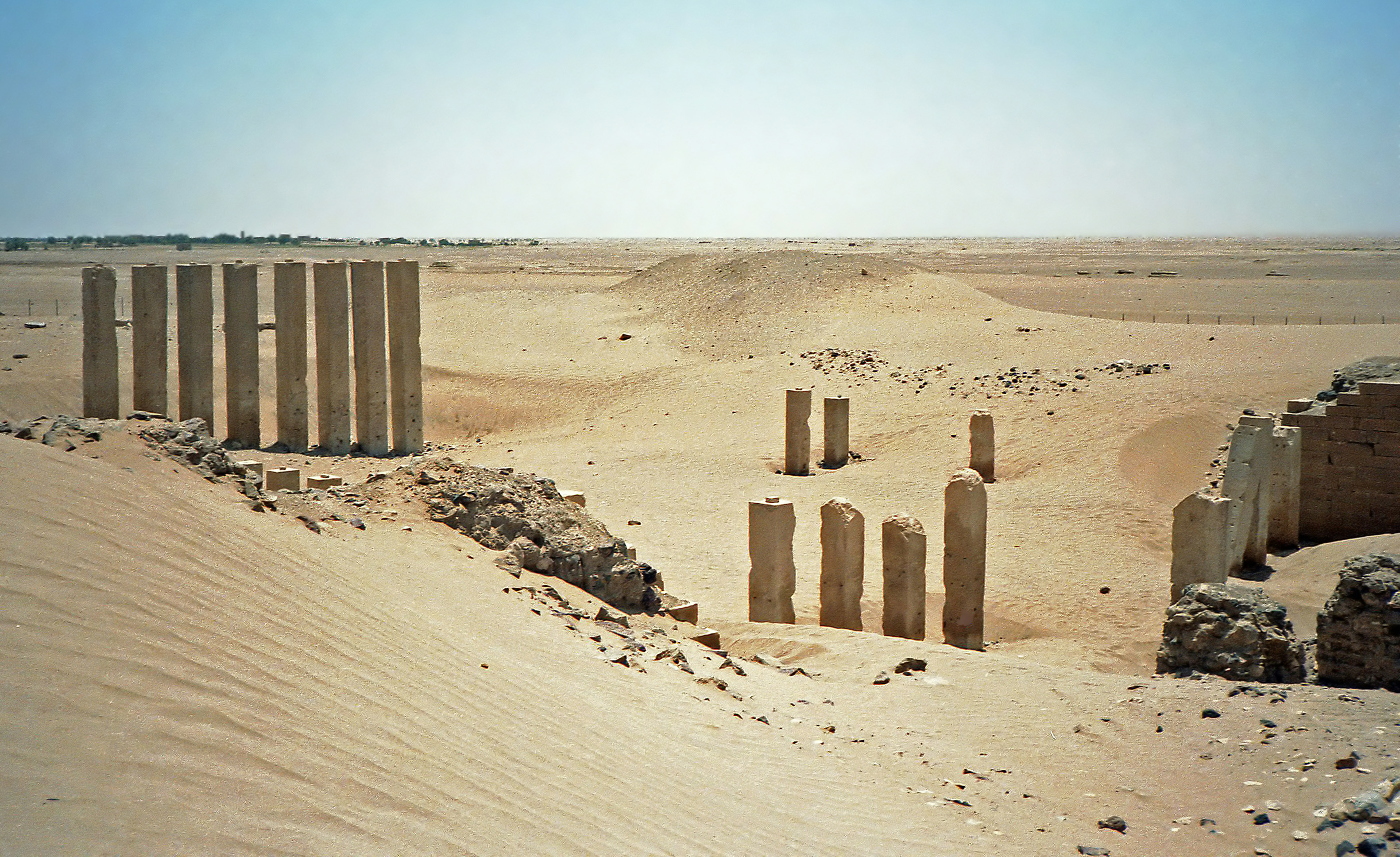
معبد أوام
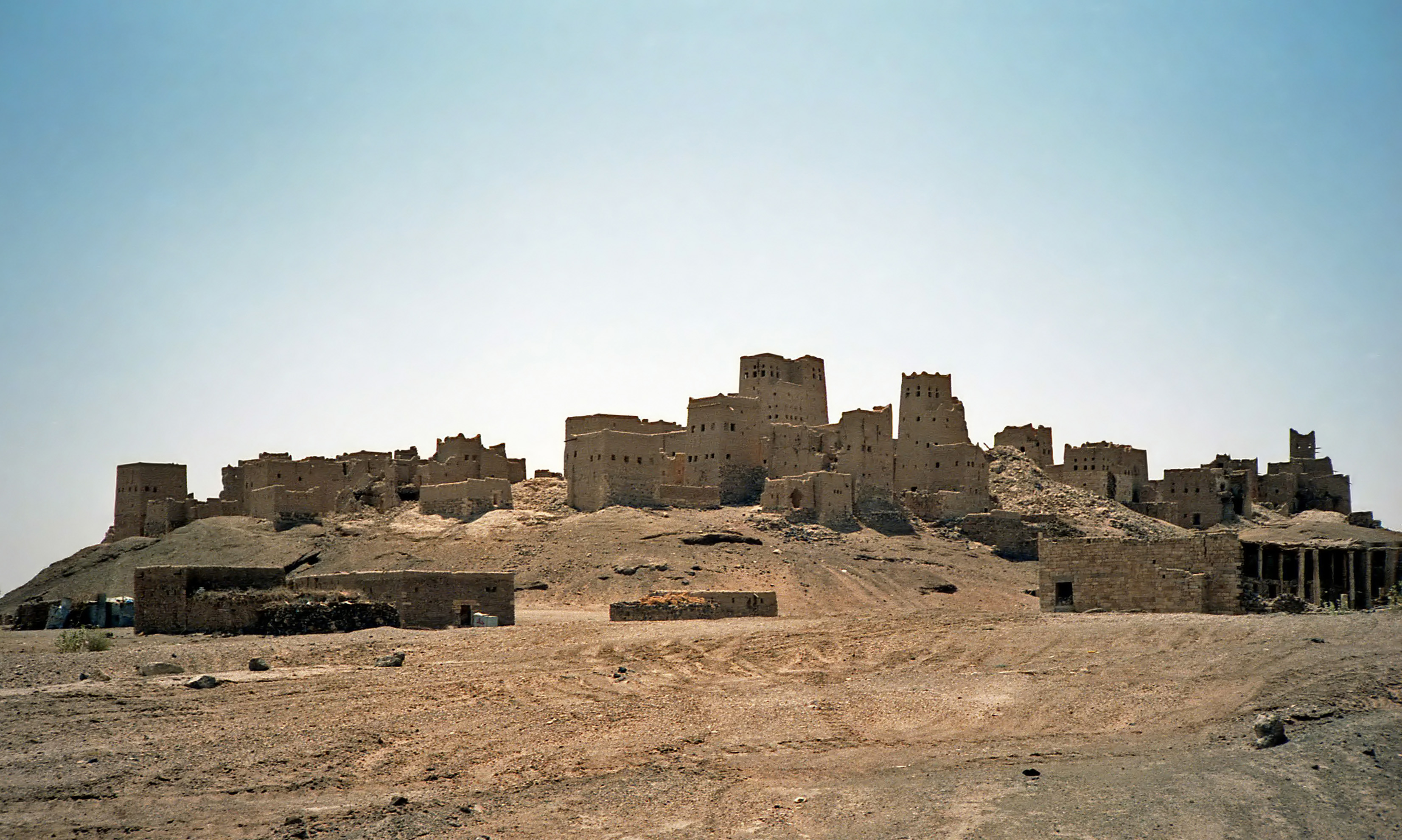
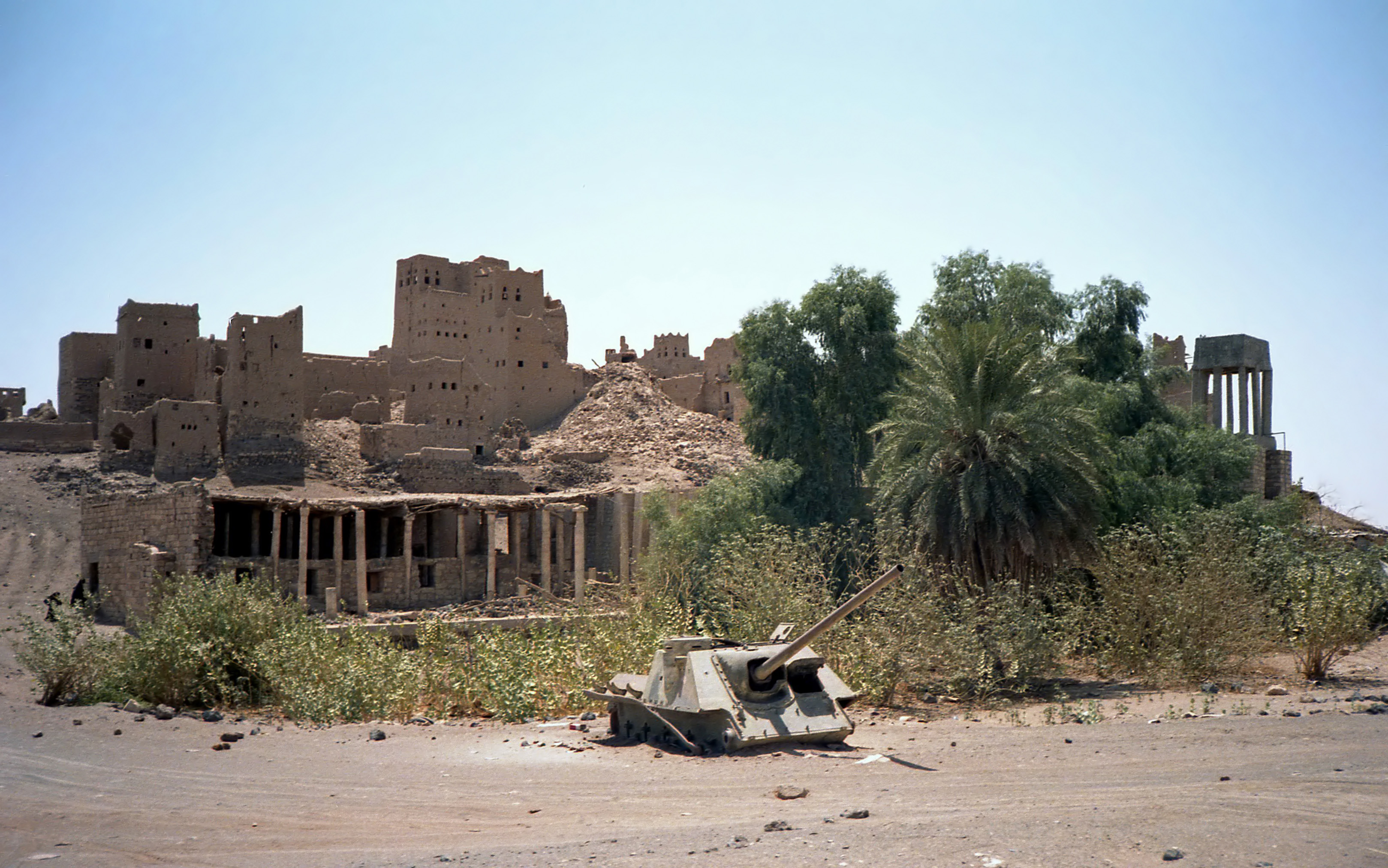
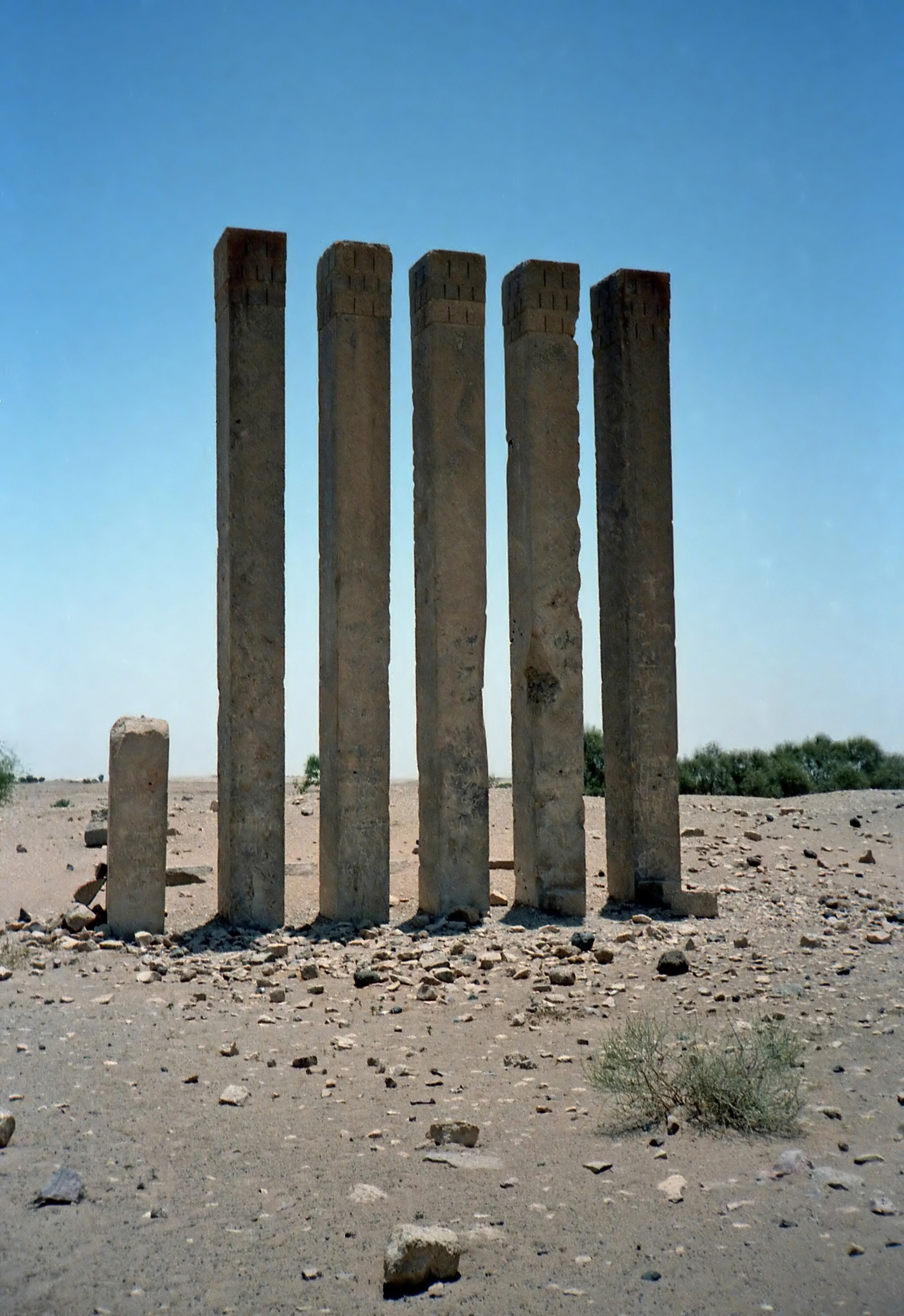
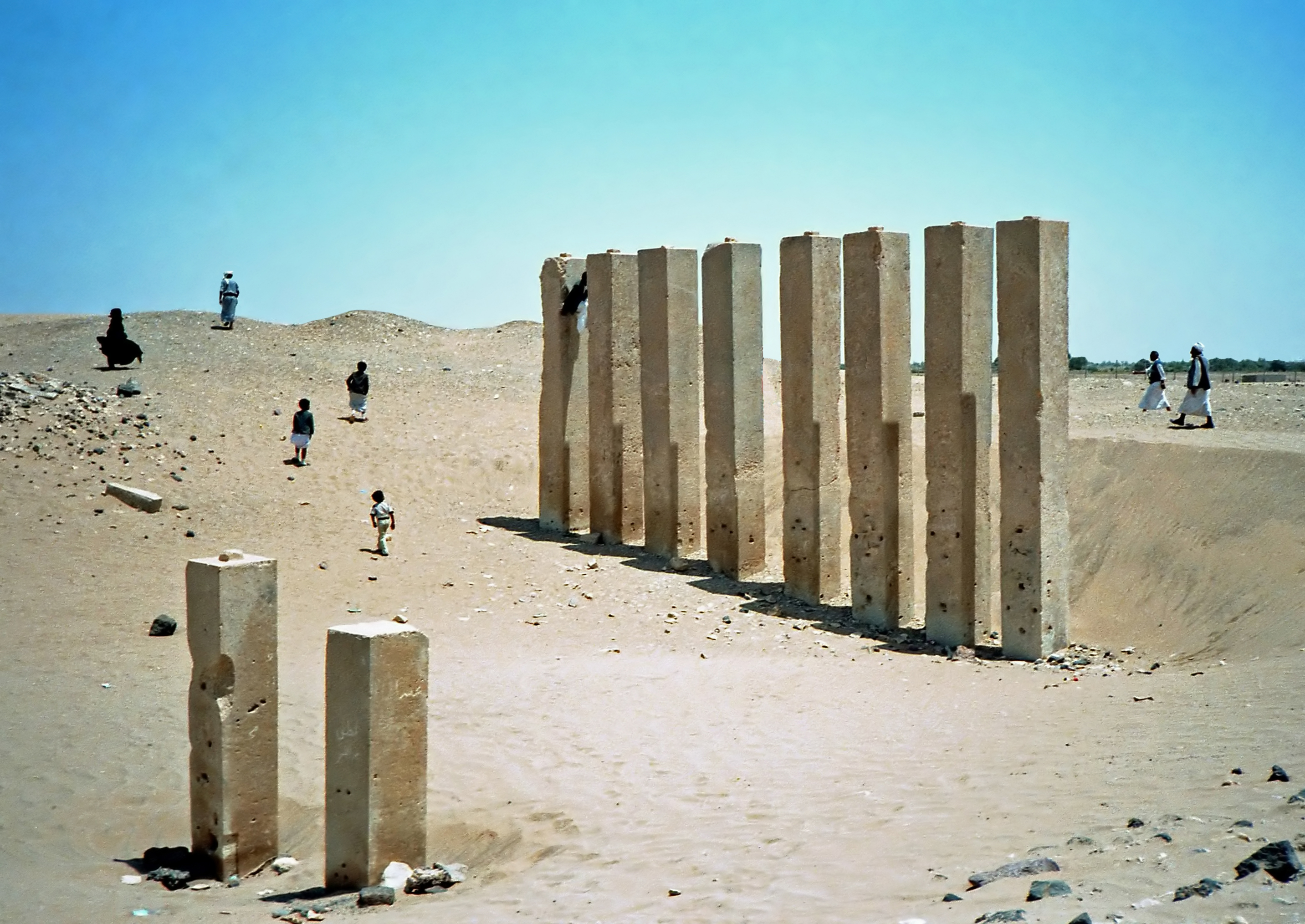
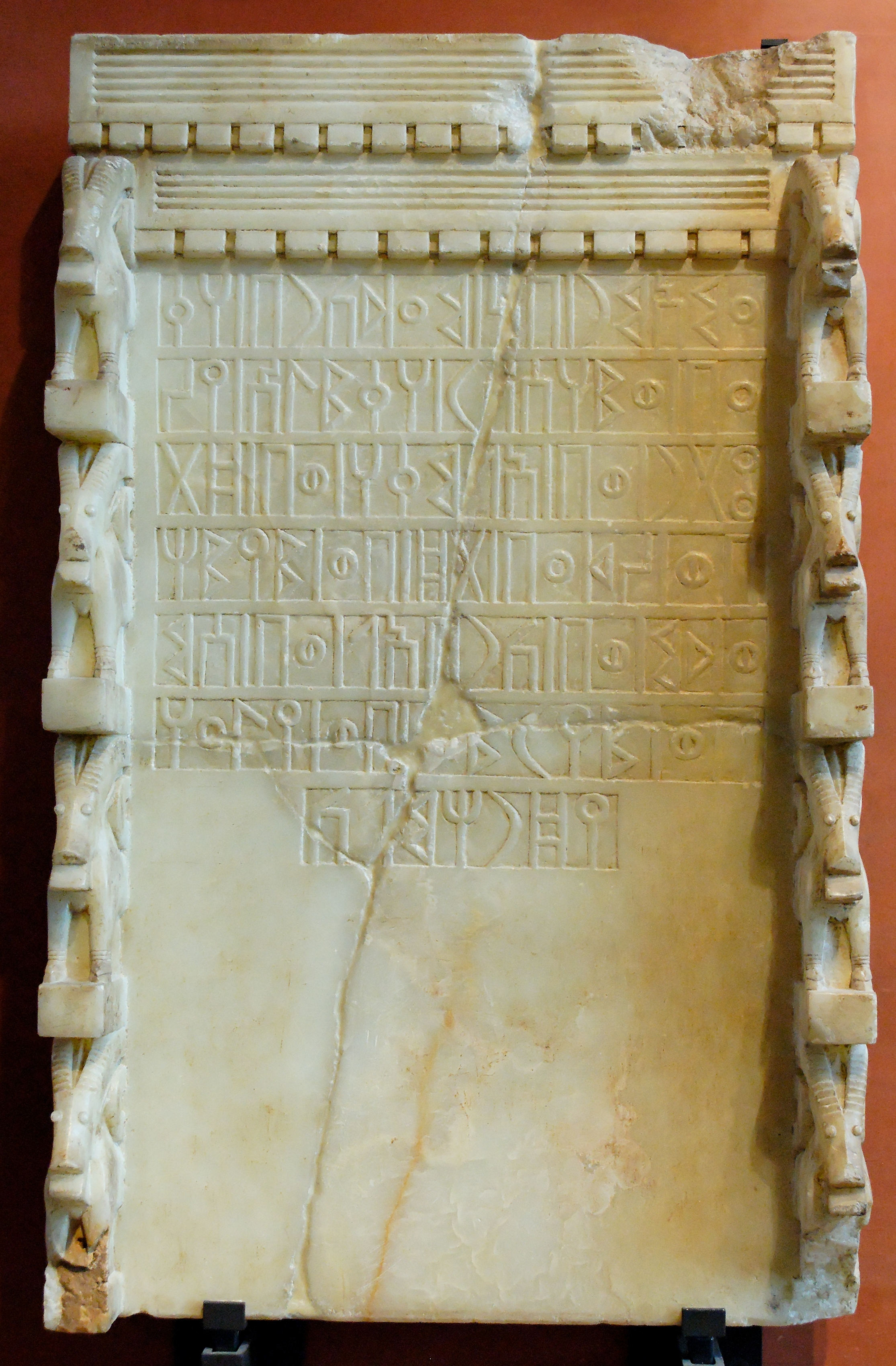
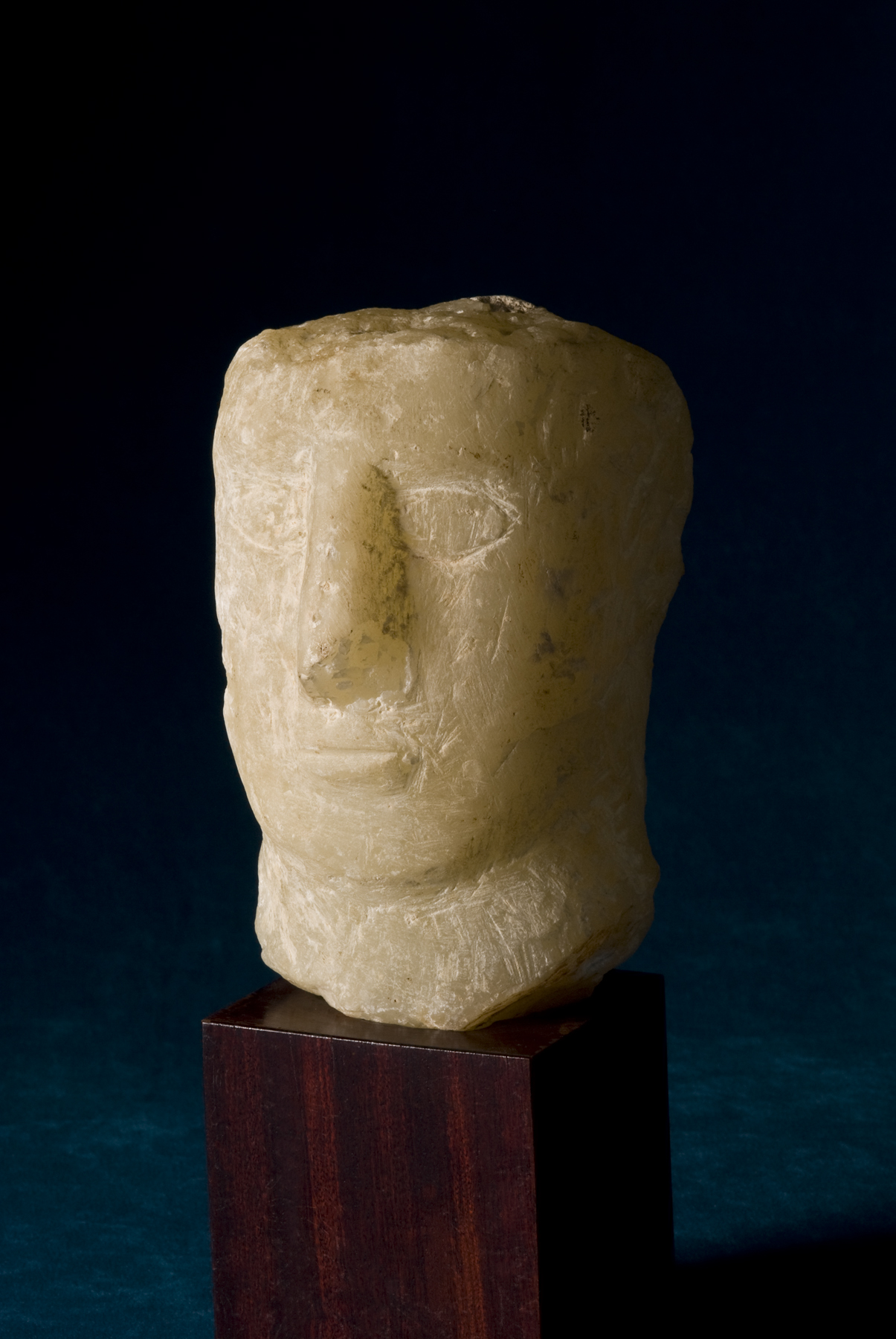
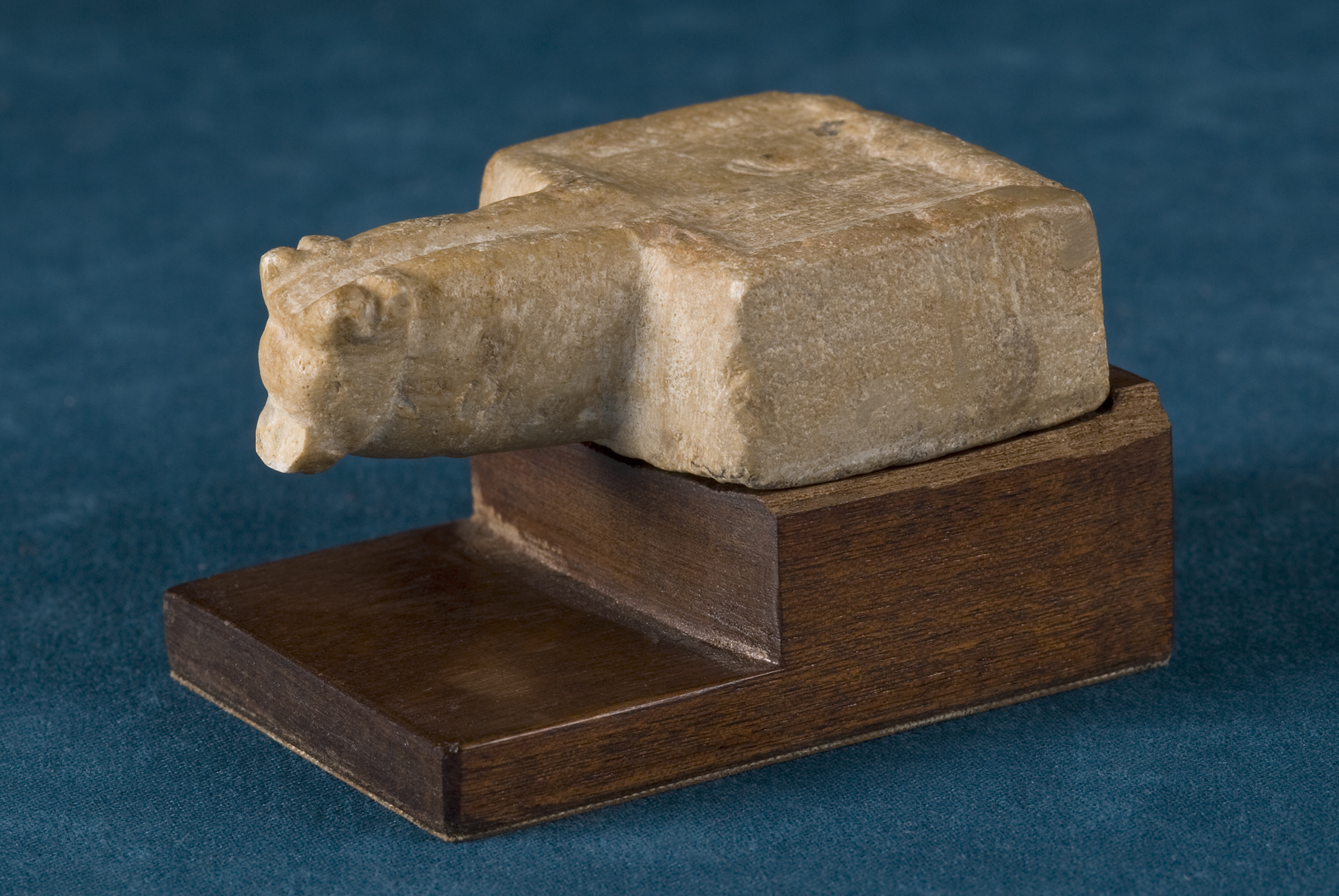
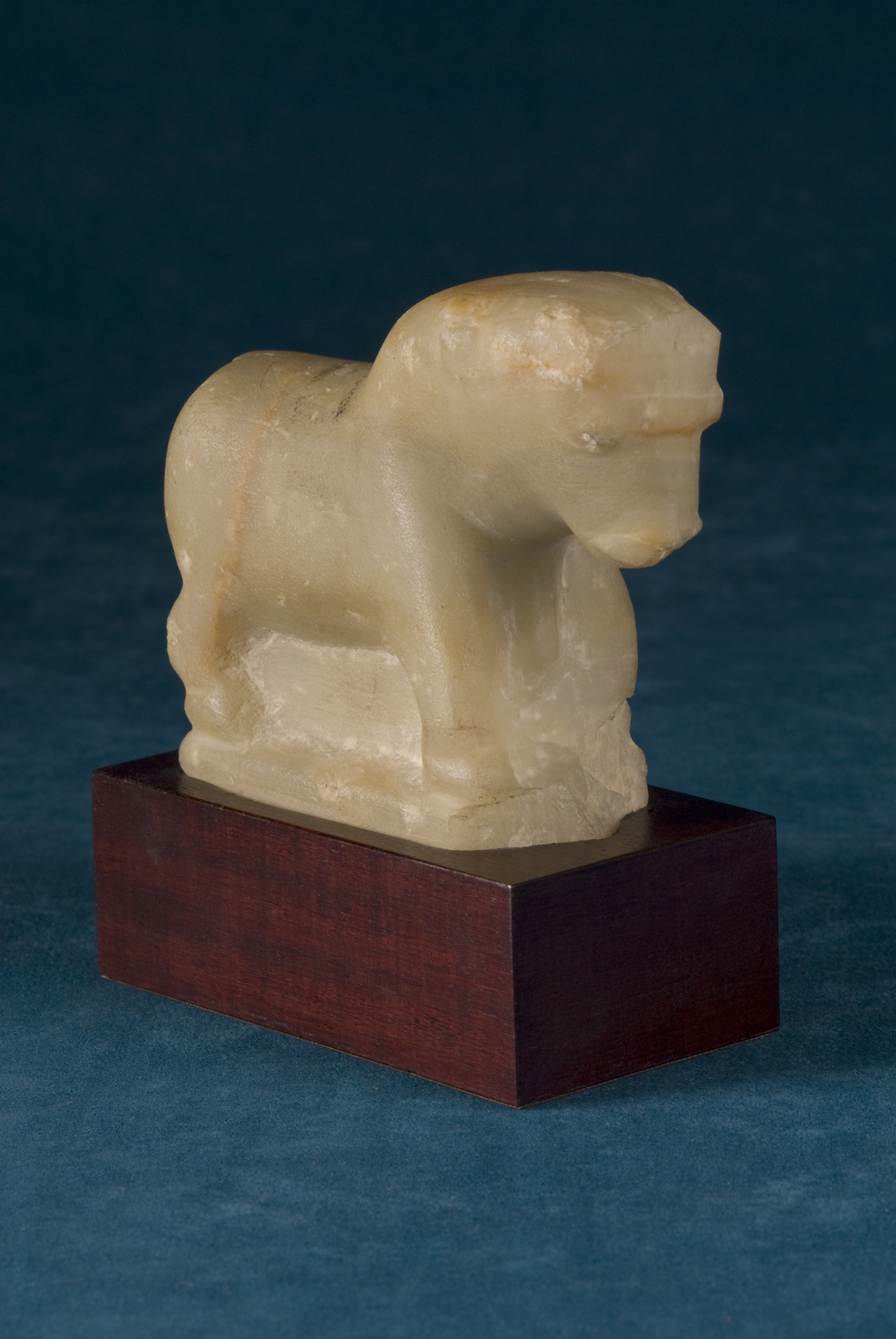
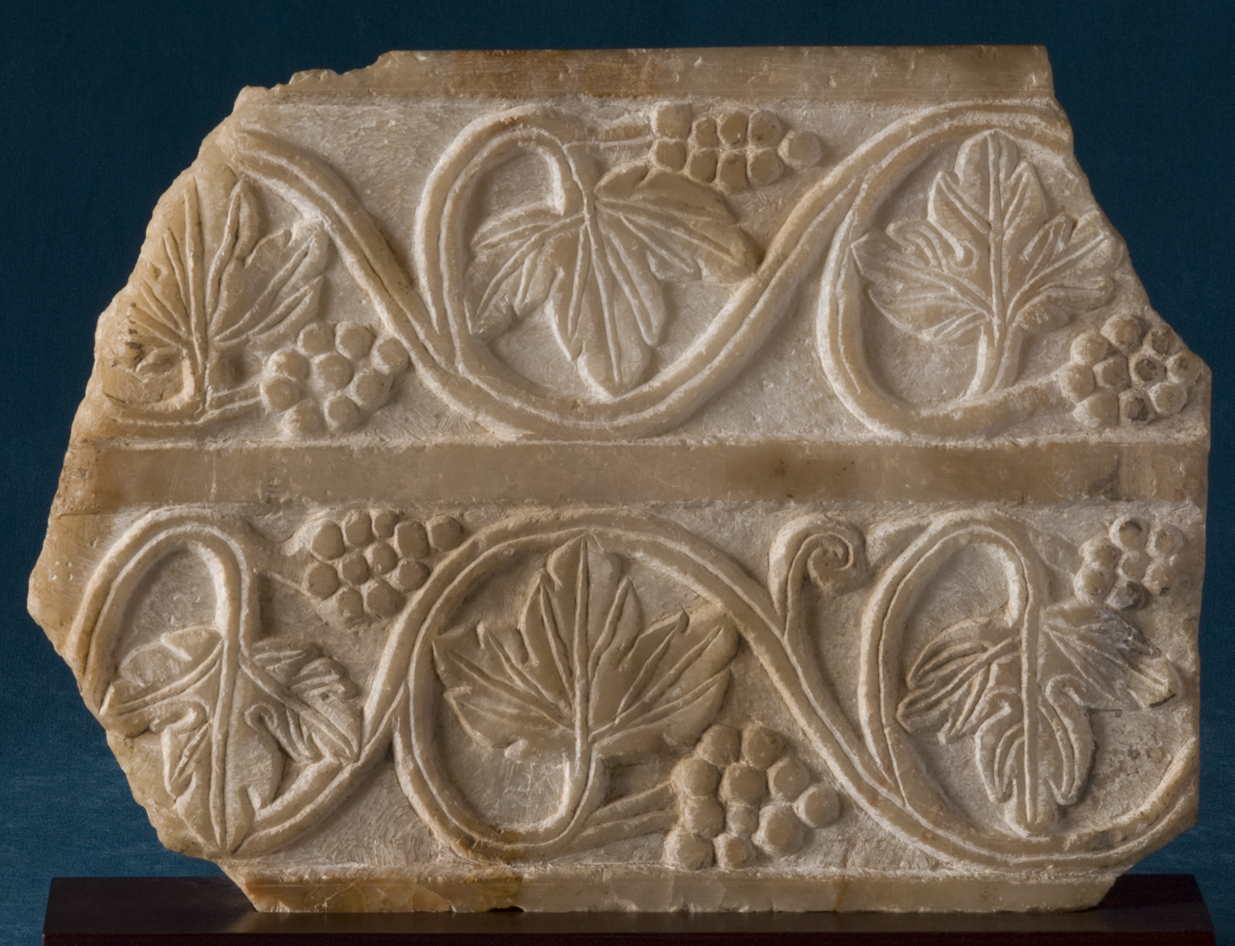